# Binamballeus metatarsalis
Binamballeus metatarsalis is een hooiwagen uit de familie Cranaidae. De wetenschappelijke naam van Binamballeus metatarsalis gaat terug op Roewer.